# General Viamonte partido
General Viamonte egy partido (körzet) Argentínában a Buenos Aires tartományban. A fővárosa Los Toldos.

## Települések
| - Los Toldos - Baigorrita - Zavalía - San Emilio - La Delfina | Parajes - Chancay - Quirno Costa |

## Népesség
| Lakosság | 15.524 | 19.139  | 16.674  | 16.229 | 16.971 | 17.744 | 17.641 |
| Váltpzás | -      | +23,28% | -12,87% | -2,66% | +4,57% | +4,55% | -0,58% |